# MAZ-152
MAZ-152 (in russo: МАЗ 152) è un modello di autobus interurbano realizzato in Bielorussia a partire dal 1999.

## Generalità
L'industria costruttrice è denominata Minskij Avtomobil'nyj Zavod (MAZ), ed opera a Minsk, capitale della Bielorussia.

## Caratteristiche
Il MAZ-152 è un autobus a due assi con guida a sinistra, lungo circa dodici metri e con 2 porte ad espulsione; ha un aspetto moderno sia per i grandi finestrini contigui e variamente sagomati lungo la fiancata, sia per il parabrezza rettangolare leggermente bombato.
Il MAZ-152 è equipaggiato con il motore tedesco Mercedes-Benz OM501LA (Euro 3) di 11,95 litri e la potenza 354 cavalli.
L'autobus attualmente ha di serie il cambio meccanico ZF 6S 1701 ВО. La velocità massima che raggiunge il MAZ-152 è di 130 km/ora. Sulla richiesta può essere installata l'aria condizionata, il sistema della informazione elettronica, i finestrini scorrevoli, un WC, l'onde microonde, una minicucina, il sistema video e audio. Il numero dei sedili varia da 43 a 47, la capienza del bagagliaio da 6 a 7 m cubici.

## Diffusione
Il modello è presente nelle aziende del trasporto pubblico della Bielorussia e Russia ed anche in alcune dell'Europa Orientale.